# فاطمه اختر
فاطمه اختر،(زاده ١٣٣٣ ه.خ هرات) از شاعران معاصر افغانستان و اکنون ساکن کانادا است.
وی دارای ۳۰ مجموعه شعر است که چند مجموعه آن مانند «موج دریا» و «کاکل کوه» در هندوستان چاپ و چندین مجموعه دیگر در کانادا به چاپ رسیده‌است. و آخرین اثر وی چنین است:

## شعر
ای آینه با من چه کردی
در مقطع غرور جوانی
سرو قامت، برافراشته بودم
آن موی تابدار سیاهم
زنجیر سیاه بوستانم بود.
)

## منبع
1. ↑  تلویزیون آریانا، بازدید ۲۲ فوریه ۲۰۰۸